# Vincenc Adam
Vincenc Adam (6. září 1865 Hořovice – 16. prosinec 1933 Praha) byl báňský inženýr a advokát v Praze. Specializoval se na horní právo a vodní právo, z těchto oborů publikoval řadu studií. Přispíval do Slovníku veřejného práva československého.

## Život
Narodil se v Hořovicích do rodiny stavebního kontrolora Ignáce Adama a jeho ženy Anny roz. Brounové. Absolvoval gymnázium v Rychnově nad Kněžnou, pražskou právnickou fakultu a poté hornické školy v Leobenu a Příbrami. Pracoval na báňských úřadech a od roku 1911 působil jako advokát.
Koncem dubna roku 1899 se JUDr. Vincenc Adam oženil s Marií Příborskou a později spolu měli syna Viktora (1900), Karla a dceru Marii (1900) a Evu (1907).
Zemřel v prosinci 1933 na kornatění tepen, pohřben byl na Vinohradském hřbitově. Ze seznamu advokátů byl vyškrtnut v lednu 1934. Přispíval do Slovníku veřejného práva československého, jehož vydání v roce 1938 způsobilo často tradovanou chybu v roce úmrtí.